# Anoba bicirrata
Anoba bicirrata är en fjärilsart som beskrevs av Karsch 1895. Anoba bicirrata ingår i släktet Anoba och familjen nattflyn. Inga underarter finns listade i Catalogue of Life.